# Káto Dhamásta
Káto Dhamásta (Kato Damasta) är en ort i Grekland.   Den ligger i prefekturen Fthiotis och regionen Grekiska fastlandet, i den centrala delen av landet, 140 km nordväst om huvudstaden Aten. Káto Dhamásta ligger 25 meter över havet och antalet invånare är 158.
Terrängen runt Káto Dhamásta är varierad. Runt Káto Dhamásta är det ganska glesbefolkat, med 26 invånare per kvadratkilometer. Närmaste större samhälle är Lamia, 11,7 km norr om Káto Dhamásta. I omgivningarna runt Káto Dhamásta växer i huvudsak blandskog.